# Hirtenbach (Horbach, Niederhorbach)
Der Hirtenbach ist ein etwa 7 Kilometer langer Mittelgebirgsbach im  Pfälzerwald, der innerhalb des rheinland-pfälzischen Landkreises Südliche Weinstraße verläuft und von rechts in den Horbach mündet.

## Geographie

### Verlauf
Der Hirtenbach entspringt auf einer Höhe von 285 m ü. NHN im südöstlichen Wasgau, wie das südliche Drittel des Pfälzerwalds genannt wird, in der ungefassten Sauhäuselquelle, die als Naturdenkmal ausgewiesen ist und auf Gemarkung der Ortsgemeinde Gleiszellen-Gleishorbach.
Kurze Zeit später bildet er für einige Zeit die Gemarkungsgrenze zwischen Gleiszellen-Gleishorbach und der Stadt Bad Bergzabern. Nachdem er auf die Gemarkung der Ortsgemeinde Pleisweiler-Oberhofen rübergesetzt hat, durchquert er das Naturschutzgebiet Oberes Hirtenbachtal. Fast unmittelbar nördlich schließt sich das Naturschutzgebiet Haardtrand – Wolfsteig an. Am westlichen Siedlungsrand von Pleisweiler passiert er die denkmalgeschützte Wappenschmiede und durchfließt das restliche Siedlungsgebiet in West-Ost-Richtung; unweit des Südufers befindet sich unter anderem das Ochsensteiner Schloss. 
Zwei Kilometer östlich fließt er mitten durch die Ortsgemeinde Niederhorbach, um östlich von dieser auf einer Höhe von 150 m ü. NHN von rechts in den Horbach zu münden. Sein 7 Kilometer langer Lauf endet 135 Höhenmeter unterhalb seiner Quelle, er hat somit ein mittleres Sohlgefälle von 19 ‰.

### Einzugsgebiet
Das  7,09 km² große Einzugsgebiet des Hirtenbachs erstreckt sich vom Pfälzerwald bis zum Haardtrand und wird über den Horbach, den Erlenbach, den Michelsbach und den Rhein zur Nordsee entwässert.
Es grenzt
- im Norden, Nordosten und Osten an das Einzugsgebiet des Horbachs;
- im Süden und Südwesten an das des Erlenbachs;
- im Westen an das des Anbachs, der in den Erlenbach mündet und
- im Nordwesten an das des Klingbachs, der in den Michelsbach mündet.

Das Quellgebiet und der Oberlauf sind überwiegend bewaldet und am Mittellauf und Unterlauf dominieren Weinberge und Siedlungen. Die höchste Erhebung ist der Röhlberg mit 448,9 m ü. NHN im Westen des Einzugsgebiets.

## Tourismus
Der Prädikatswanderweg Pfälzer Weinsteig folgt dem Oberlauf des Hirtenbachs.